# Regija
Régija je območje, del ozemlja (laično tudi področje), na katerega je običajno razdeljena država, celina, skupnost držav, drugo.
Glede na vsebino, ki jo regija obravnava, jih lahko delimo na:
- družbeno-geografske (gospodarstvo, naselje, prebivalstvo, statistika,...);
- naravno-geografske (površje, podnebje, prst, rastlinstvo, vode, ekologija, ...) ali
- se nanašajo na omejen del telesa v anatomiji.

## Statistične regije v Sloveniji
V Sloveniji poznamo delitev na statistične regije in jih je dvanajst (stanje 2012). Zanje Statistični urad RS zbira statistične podatke in pripravlja uradna poročila.

## Statistične teritorialne enote v Evropski Uniji - NUTS
NUTS (angl. The Nomenclature  of Territorial Units for Statistics) je skupna evropska statistična klasifikacija teritorialnih enot, ki je bila potrjena v parlamentu EU 26. maja 2003 (Uredba ES št. 1059/2003). Klasifikacijo je vzpostavil Eurostat (Statistični urad Evropske skupnosti), da bi tako zagotovil ustrezno členitev teritorialnih enot, potrebno za zbiranje, razvoj in usklajevanje regionalnih statistik v Evropski uniji. Države morajo pri razdelitvi svojega ozemlja na enote NUTS upoštevati normativna merila (število prebivalcev). Hierarhično so NUTS razdeljene na tri ravni:
- NUTS 1 med 3 in 7 milijonov prebivalcev;
- NUTS 2 med 800.000 in 3 milijone prebivalcev;
- NUTS 3 med 150.000 in 800.000 prebivalcev.

Teritorialne enote na nižjih ravneh (okraji, področja, občine), imenovane Local  Administrative Units (LAU), niso predmet uredbe o NUTS.
Po vstopu zadnjih držav v EU je bila uredba dopolnjena (Uredba ES št. 1888/2005) in ureja tudi členitev ozemlja Republike Slovenije. Slovenija na prvi in drugi ravni (raven NUTS 1 in NUTS 2) nastopa kot celota, na tretji ravni (NUTS 3) pa se njeno ozemlje členi na 12 statističnih regij.
Skladno s spremembo Uredbe NUTS (Uredba ES št. 105/2007), velja od 1. januarja 2008 za Slovenijo sprememba na ravni NUTS 2: ozemlje Republike Slovenije se na ravni NUTS 2 deli na dve kohezijski regiji; Vzhodno Slovenijo in Zahodno Slovenijo.
17. januarja 2011 je bila sprejeta Uredba Komisije (EU) št. 31/2011 o spremembi prilog k Uredbi (ES) št. 1059/2003 Evropskega parlamenta in Sveta o oblikovanju skupne klasifikacije statističnih teritorialnih enot (NUTS). Ta uredba se uporablja od 1. januarja 2012 dalje in za Slovenijo ne vsebuje sprememb.
Skladno s trenutno veljavno NUTS klasifikacijo se zdajšnjih 27 držav članic Evropske unije na ravni NUTS 1 členi v 124 enot, na ravni NUTS 2 v 297 enot in na ravni NUTS 3 v 1321 enot. Največ enot na ravni NUTS 1 ima Nemčija (16), kar enajst držav (Češka, Danska, Estonija, Irska, Ciper, Latvija, Litva, Luksemburg, Malta, Slovenija in Slovaška) ima na tej ravni le eno enoto. Tudi na ravni NUTS 2 ima največ enot Nemčija (38); sledi ji Združeno Kraljestvo (37); Estonija, Ciper, Litva, Latvija, Luksemburg in Malta pa imajo na tej ravni le po eno enoto. Tudi na ravni NUTS 3 ima Nemčija največ enot (412), le po eno pa imata Ciper in Luksemburg.
Poleg Uredbe NUTS se uporablja še Standardna klasifikacija teritorialnih enot (SKTE). SKTE je do tretje ravni enaka NUTS, od četrte ravni dalje pa se ozemlje za statistične potrebe členi še na pet nižjih ravni (na upravne enote, občine, krajevne, vaške in četrtne skupnosti, naselja, prostorske okoliše).

## Naravno-geografske regije
Na osnovi skupnih interesov na posameznem področju lahko zainteresirane politične in druge skupnosti, gospodarski subjekti ali interesne skupine tudi osnujejo regijo.
Primer takega projekta je na primer "Bioregija - regija naravne pestrosti", ki so ga osnovale občine Dobje, Dobrna, Oplotnica, Slovenske Konjice, Vitanje in Zreče izvaja pa projekt projektna skupina, ki jo sestavljajo Razvojna agencija Kozjansko, Kozjanski park, Mednarodni center za ekoremediacije iz Filozofske fakultete Univerze v Mariboru in Okoljsko raziskovalni zavod. Projekt »Bioregija - regija naravne pestrosti« želi prispevati k ohranjanju naravne in kulturne dediščine območja in jo vključiti v turistično ponudbo območja. Projekt je sofinanciran iz Evropskega sklada za regionalni razvoj.
Primer: "Razvojno partnerstvo Pokolpje" je združilo sedem občin v Beli krajini in na Kočevskem (Kočevje, Loški Potok, Osilnica, Kostel, Črnomelj, Semič in Metlika), ki imajo skupaj 46.549 prebivalcev. Na tem območju je velika potreba po novih delovnih mestih zlasti zaradi prestrukturiranja gospodarstva. Namen razvojnega partnerstva je  krepitev razvojnih struktur, ki bodo skupaj izvajale čezmejne projekte (s Hrvaško), predvsem pa hitrejši razvoj manj razvitih območij v manjših občinah v regijah.
Primer: "Savinjska regija - Ekoregija" je projekt, ki ima za cilj, da skozi različne dejavnosti odgovorno in zavestno spreminja odnos do okolja na bolje. Za uresničenje je bila v maju 2011 podpisana Deklaracija trajnostnega razvoja, ki se nanaša na območje Savinjske regije, kjer na 2301 km2 živi več kot 255.000 prebivalcev v 31 občinah.